# William Marsden (orientaliste)
Ne doit pas être confondu avec William Marsden (médecin).
William Marsden, né dans le comté de Wicklow, le 16 novembre 1754 et mort à Londres, 6 octobre 1836, est un orientaliste, linguiste, numismate et explorateur britannique, auteur d'études scientifiques sur l'Indonésie.

## Biographie

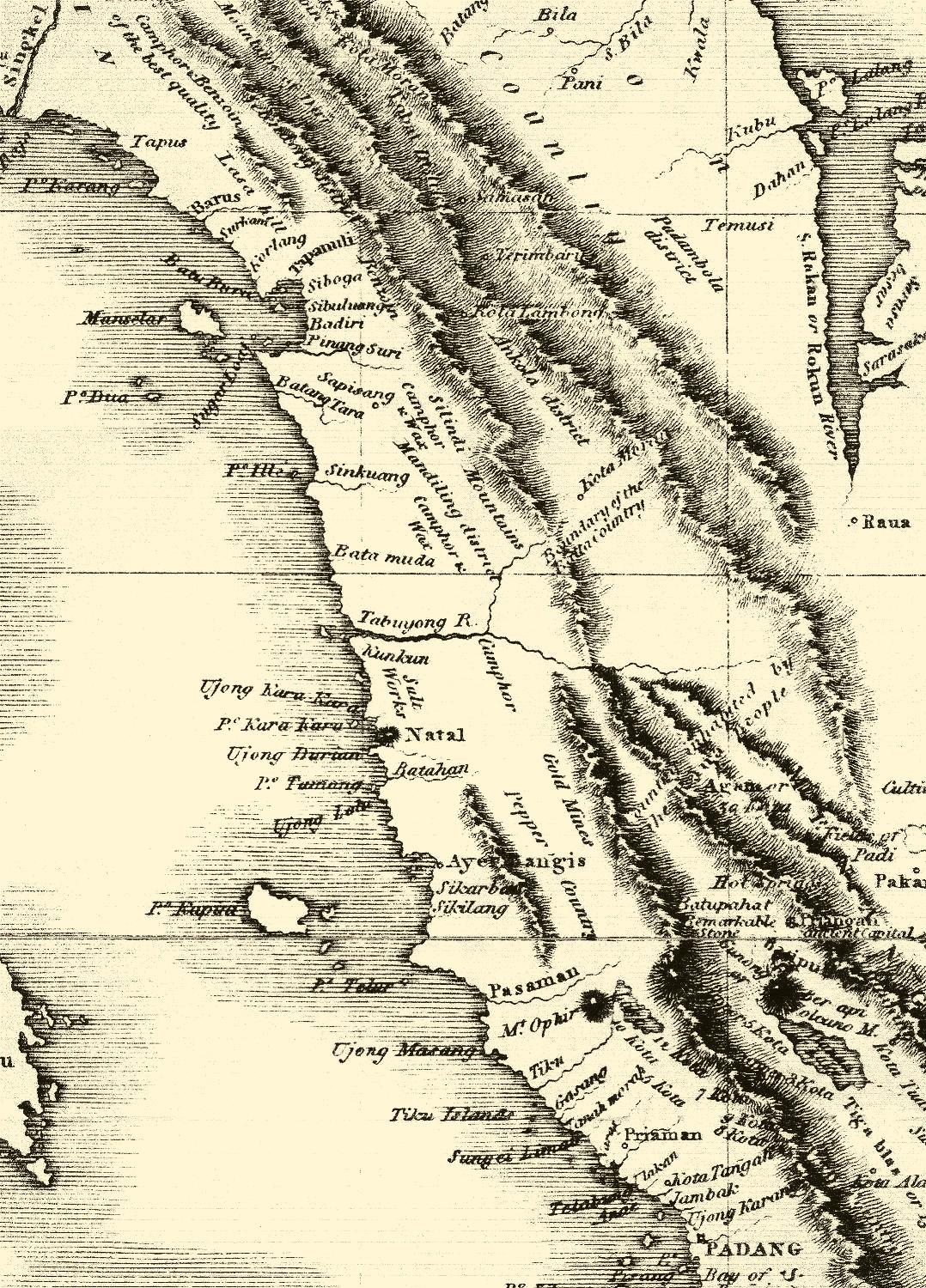
Carte de Sumatra extraite de lHistoire de Sumatra de William Marsden, 1811

Né dans une famille de commerçants, il fait ses études universitaires à Trinity College (Dublin). Il entre ensuite dans la Compagnie britannique des Indes orientales et rejoint son frère en poste à Bengkulu (Bencoolen), dans le sud de l'île de Sumatra en 1871.
Devenu secrétaire du gouvernement, il étudie la langue et les coutumes locales et revient en Angleterre en 1779 où il obtient un doctorat en droit civil de l'université d'Oxford (1780). Outre des études sur l'Indonésie, il a aussi publié des travaux de numismatique.
Il est nommé second secrétaire de l'Amirauté en 1795, et en devient premier secrétaire en 1807. Il sert alors durant la guerre contre la France et apprend la nouvelle de la mort d'Horatio Nelson lors de la Bataille de Trafalgar.
Il meurt d'apoplexie le 6 octobre 1836 à Londres. Il est inhumé au cimetière de Kensal Green.

## Publications
- Histoire de Sumatra, 1795
- Catalogue of Dictionaries, Vocabularies, Grammars and Alphabets, 1796
- Dictionnaire et grammaire malaise, 1812
- Travels of Marco Polo, 1818
- Numismata orientalia, 1823–1825

## Distinctions
- 1783 : membre de la Royal Society
- 1785 : membre fondateur de la Royal Irish Academy[2]
- 1786 : docteur honoris causa de l'université d'Oxford (DCL)[2]
- Membre de l'Académie royale suédoise des lettres, d'histoire et d'antiquités